# Dagr

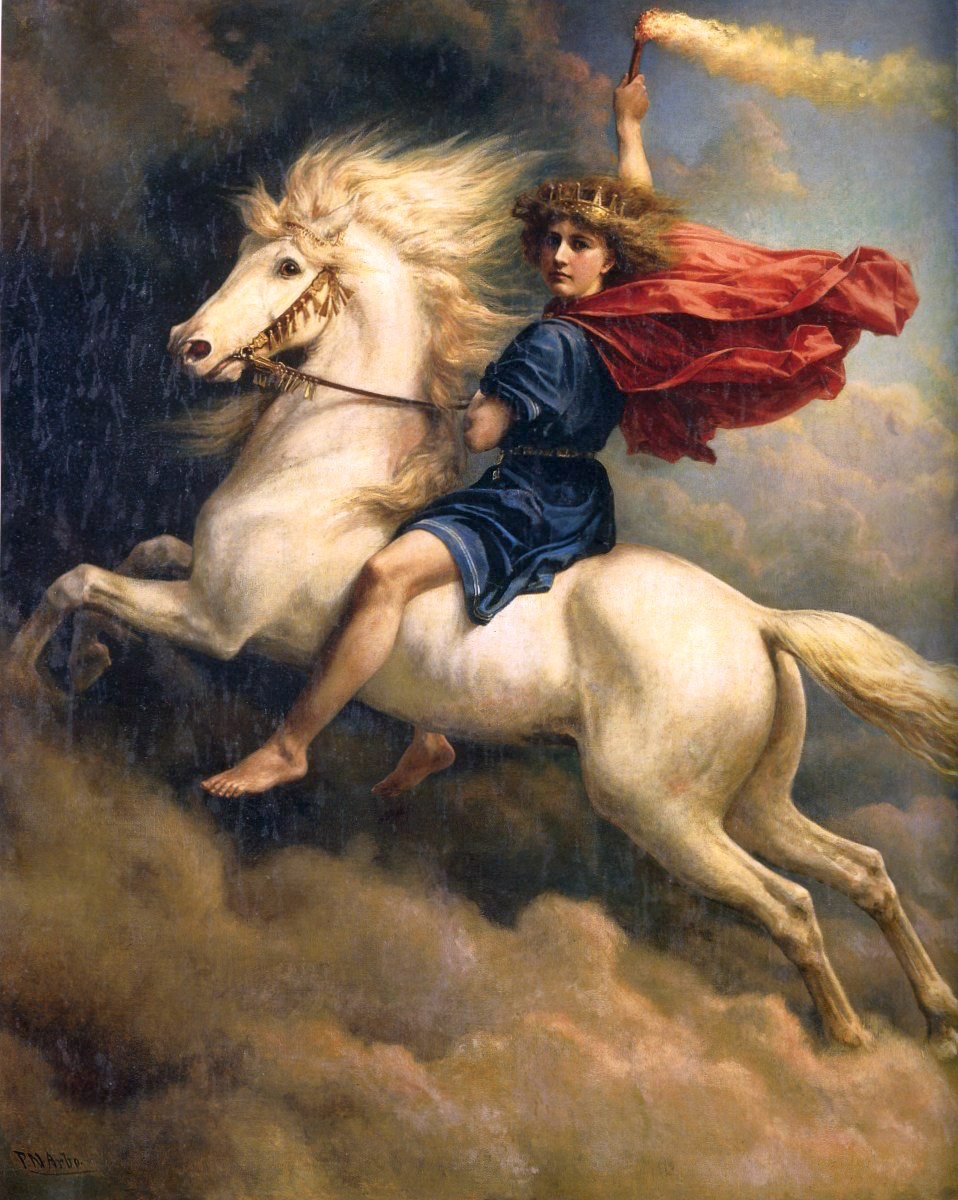
Dagr in sella a Skínfaxi, in un dipinto di Peter Nicolai Arbo.

Dagr è una divinità della mitologia norrena, più precisamente è una personificazione del giorno. Il suo ruolo è quello di cavalcare il suo destriero Skínfaxi e illuminare tutta la terra.
Figlio di Nótt, sua alter ego essendo la personificazione della notte, e di Dellingr, dio dell'alba.
Così viene citato nel Gylfaginning, il primo capitolo dell'Edda in prosa di Snorri Sturluson al canto 10:
(Snorri Sturluson - Edda in prosa - Gylfaginning X)
Mentre nel poema eddico Vafþrúðnismál, 25:
"Dellingr heitir,

hann er Dags faðir,

en Nótt var Nörvi borin;

ný ok nið

skópo nýt regin

öldom at ártali."»
"Dellingr si chiama

colui che fu il padre di Dagr,

e Nótt da Nörfi nacque;

le fasi lunari

crearono gli dèi propizi

per segnare agli uomini il tempo."»
(Edda poetica - Vafþrúðnismál - Il discorso di Vafþrúðnir XXV - Traduzione di Dario Giansanti)